# 一乗寺 (京都市の地名)

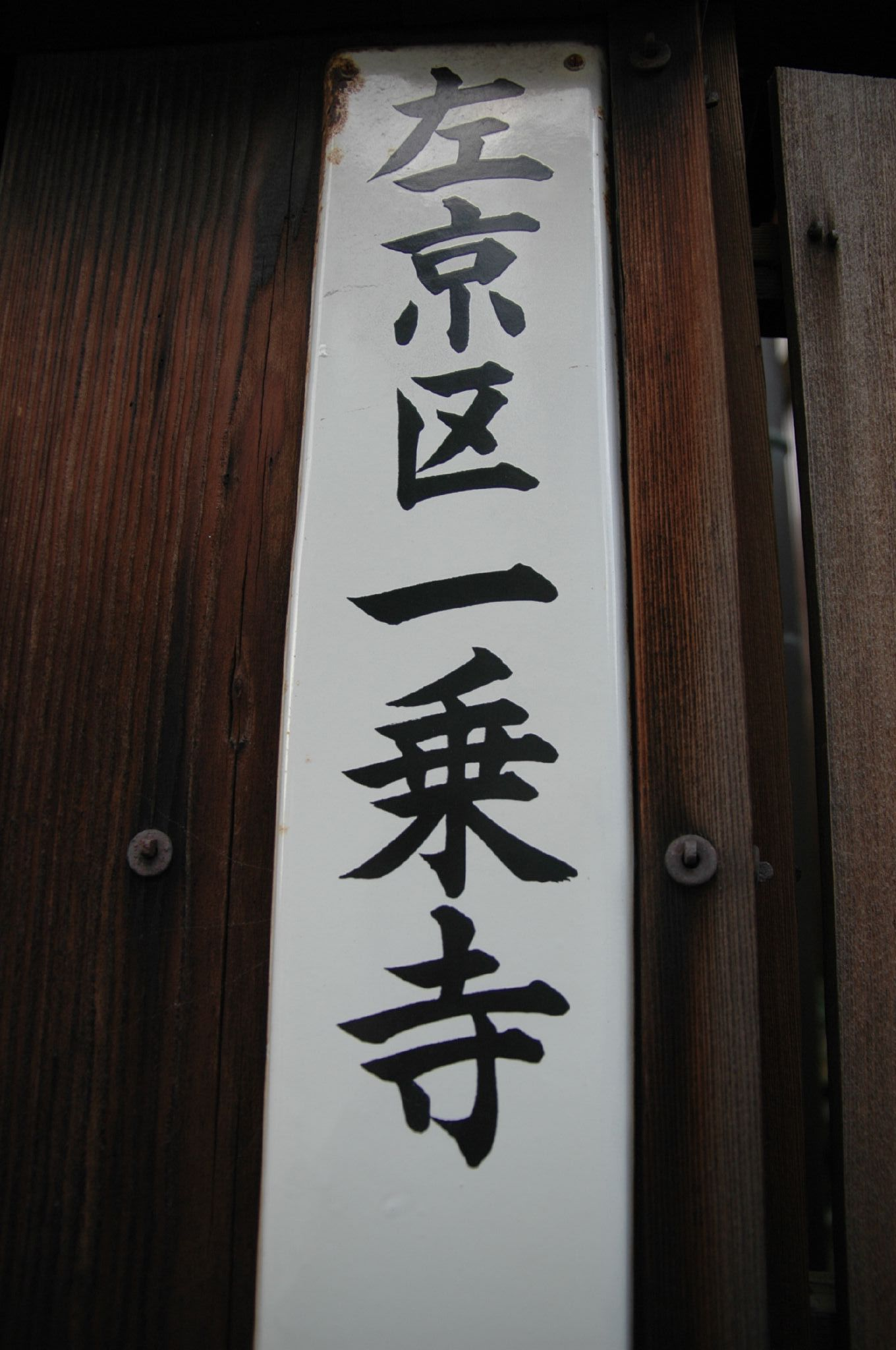
街区表示板

一乗寺（いちじょうじ）は、京都府京都市左京区の南東部に存在する地域（広域地名）である。大抵、左京区内の「一乗寺」を町名に冠する地区の総称として用いる。

## 概要
左京区の南東部に位置し、比叡山の山域も含む。東は滋賀県大津市坂本本町、南は田中、西は高野、北は修学院と接する。地名は、かつて存在した一乗寺に由来する。一乗寺築田町には天下一品の総本店があり、東大路通沿いは京都ラーメンの激戦区として知られる。

## 地域内の町名
以下、冠称の「一乗寺」は略した（50音順）。
| - 青城町（あおじょうちょう） - 赤ノ宮町（あかのみやちょう） - 庵野町（いおりのちょう） - 池ケ谷（いけがだに） - 井手ケ谷（いでがだに） - 井手ケ谷エノ木ケ尾（いでがだにえのきがお） - 井手ケ谷菖蒲平（いでがだにしょうぶだいら） - 井手ケ谷ススガ平（いでがだにすすがたいら） - 井手ケ谷調専口（いでがだにちょうせんぐち） - 稲荷町（いなりちょう） - 馬坂（うまざか） - 厩ケ谷（うまやがたに） - 梅ノ木町（うめのきちょう） - 延暦寺山（えんりゃくじやま） - 大谷（おおたに） - 大原田町（おおはらだちょう） - 掛橋（かけはし） - 月輪寺町（がつりんじちょう） - 河原田町（かわはらだちょう） - 北大丸町（きたおおまるちょう） - 北高山（きたたかやま） - 木ノ本町（きのもとちょう） - 黒目ケ谷（くろめがだに） - 御祭田町（ごさいでんちょう） - 小谷町（こたにちょう） - 才形町（さいかたちょう） - 坂端（さかばた） - 下リ松町（さがりまつちょう） - 里ノ西町（さとのにしちょう） - 里ノ前町（さとのまえちょう） | - 三百坊（さんびゃくぼう） - 地獄谷（じごくだに） - 地蔵本町（じぞうもとちょう） - シ谷（したに） - 清水町（しみずちょう） - 釈迦堂町（しゃかどうちょう） - 城（しろ） - 砂坂（すなさか） - 勢ケ谷（せがだに） - 染殿町（そめどのちょう） - 大新開町（だいしんかいちょう） - 高槻町（たかつきちょう） - 竹ノ内町（たけのうちちょう） - 谷田町（たにだちょう） - 塚本町（つかもとちょう） - 築田町（つくだちょう） - 出口町（でぐちちょう） - 天ケ丸（てんがまる） - 堂ノ前町（どうのまえちょう） - 燈籠本町（とうろうもとちょう） - 長尾（ながお） - 中尾ケ谷（なかおがだに） - 中ノ田町（なかのだちょう） - 西浦畑町（にしうらばたちょう） - 西杉ノ宮町（にしすぎのみやちょう） - 西閉川原町（にしとじかわらちょう） - 西水干町（にしみずぼしちょう） - 西楽ケ谷（にしらくがたに） - ヌノ滝（ぬのたき） - 野田町（のだちょう） | - 花ケ谷（はながたに） - 花ノ木町（はなのきちょう） - 馬場町（ばばちょう） - 葉山（はやま） - 葉山町（はやまちょう） - 払殿町（はらいとのちょう） - 東浦町（ひがしうらちょう） - 東杉ノ宮町（ひがしすぎのみやちょう） - 東閉川原町（ひがしとじかわらちょう） - 東水干町（ひがしみずぼしちょう） - 東楽ケ谷（ひがしらくがたに） - 樋ノ口町（ひのくちちょう） - 風呂ケ谷（ふろがだに） - ボケ谷（ぼけたに） - 堀切（ほりきり） - 堀ノ内町（ほりのうちちょう） - 松田町（まつだちょう） - 松原町（まつはらちょう） - 水掛町（みずがけちょう） - 南大丸町（みなみおおまるちょう） - 南高山（みなみたかやま） - 宮ノ東町（みやのひがしちょう） - 向畑町（むかいばたちょう） - 門口町（もんぐちちょう） - 薬師堂町（やくしどうちょう） - ヤケ谷（やけだに） - 病ダレ（やまいだれ） - 艾谷（よもぎだに） - 割ケ谷（わりがだに） |

## 諸機関・施設

### 教育機関
- 京都市立修学院中学校
- 京都市立修学院第二小学校

### 宗教施設
神社
- 八大神社

寺院
- 圓光寺
- 金福寺
- 西圓寺
- 詩仙堂
- 狸谷山不動院
- 本願寺北山別院
- 曼殊院

### 文化施設
- 京都薬用植物園

## 交通

### 鉄道
- 叡山電鉄叡山本線
  - 一乗寺駅